# Art Tatum

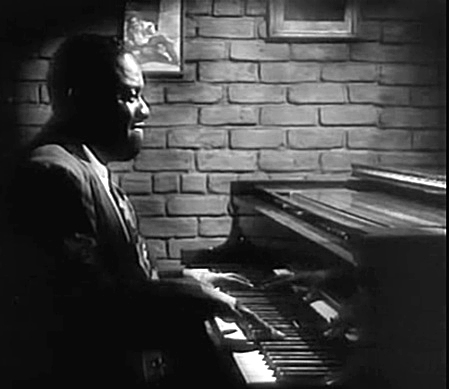
Art Tatum

Art Tatum, född 13 oktober 1909, död 4 november 1956, var en amerikansk pianist, en av jazzens främsta solopianister. Han var känd för sitt virtuosa spelsätt och för sina utomordentliga improvisationer. Flera av hans inspelningar från 1950-talet har gått till jazzhistorien.
Tatum föddes i Toledo i Ohio och redan från födseln besvärades han av ett gravt synfel, som innebar att han var blind på det ena ögat och endast hade begränsad syn på det andra. Han började mycket tidigt att spela piano och redan innan han vid 23 års ålder flyttade till New York, arbetade Tatum som professionell pianist. 
Tatum hämtade mycket av sin inspiration från samtida pianister som James P. Johnson och Fats Waller och sades själv ha påverkat så kända jazzpianister som Duke Ellington och Thelonious Monk.
Bland många av sina kollegor var Tatum högt ansedd som "den mest begåvade av nu levande pianister". Det sägs, att när Tatum en gång kom in i en lokal där Fats Waller spelade, avbröt denne sig och sa: "Jag spelar piano, men i kväll har vi Gud i huset". 
Art Tatum gjorde ett mycket stort antal grammofoninspelningar - solo eller i små grupper - och av dem är också det stora flertalet så kallade evergreens.

## Diskografi, i urval
- After You've Gone
- Ain't Misbehavin'
- All The Things You Are
- Begin The Beguine
- Body And Soul
- Caravan
- Cherokee
- Cocktails For Two
- Dancing In The Dark
- Dardanella
- Embraceable You
- Fine And Dandy
- Flying Home
- Get Happy
- Hallelujah
- Honeysuckle Rose
- How High The Moon
- Humoresque
- I Didn't Know What Time It Was
- If I Had You
- If I Should Lose You
- I'm Beginning To See The Light
- I'm Gonna Sit Right Down And Write Myself A Letter
- I Only Have Eyes For You
- It's Only A Paper Moon
- I've Got The World On A String
- Just One Of Those Things
- Love For Sale
- Lover
- Lover Come Back To Me
- Man I Love, The
- Memories Of You
- Nice Work If You Can Get It
- Night And Day
- On The Sunny Side Of The Street
- Perdido
- Rosetta
- Smoke Gets in Your Eyes
- Sophisticated Lady
- Someone To Watch Over Me
- Somebody Loves Me
- Stardust
- St. Louis Blues
- Stompin' At the Savoy
- Stormy Weather
- Sweet Lorraine
- Tenderly
- There Will Never Be Another You
- The Way You Look Tonight
- They Can't Take That Away From Me
- Three Little Words
- Tiger Rag
- Willow Weep For Me
- Without a Song
- You Go To My Head